# Morning Kiss (FMY)
『Morning Kiss』（モーニング・キス）は、2001年10月1日から2008年3月31日までエフエム山口（FM山口）で月曜から金曜の7:30 - 10:20まで放送されていたラジオ番組。番組内では「モーキス」と略される。

## 概要
2001年10月1日、「2001年秋の大改編」の一つとしてスタートした朝のワイド番組。前番組『Open Sesame!』(JFNC) のネットを打ち切って開始された、FM山口初の朝の自社製作ワイド番組である。
開始当初は月曜 - 木曜と金曜で内容が異なっており、金曜は『デリシャス・フライデー Morning Kiss』（2001年10月 - 2004年3月）→『Morning Kiss Friday Edition Okky's Super Radio Show』（フライデー・エディション・オッキーズ・スーパー・レディオショー。2004年4月 - 6月）→『Morning Kiss Friday Edition』（2004年7月 - 2005年3月）の番組名で放送されていたが、同年4月に月曜から木曜の内容と同一となった。
Morning Kissのオープニングで使われているジングルでは、「Heart Warm Radio」という部分が残っていた。
2008年4月、各種ワイド番組のレーベルを「Street」に設定することに伴い、『Morning Street』に衣替えした。

## パーソナリティ
- 俊山真美（2006年4月 - ） - 以前、新井アナの休暇時の代理で出演したことがある。
  - 鈴木晶久（俊山アナの休暇時の代理、月 - 木に担当）
  - 新井道子（俊山アナの休暇時の代理、金に担当）

### 過去担当
| 期間      | 期間      | 月 - 木曜 | 金曜       |
| --------- | --------- | --------- | ---------- |
| 2001.10.1 | 2003.3.28 | 新井道子  | 立石三恵子 |
| 2003.3.31 | 2004.3.26 | 新井道子  | 鈴木晶久   |
| 2004.3.29 | 2004.6.25 | 新井道子  | 沖永優子   |
| 2004.6.28 | 2005.3.25 | 新井道子  | 山崎道子   |
| 2005.3.28 | 2006.3.31 | 新井道子  | 新井道子   |
| 2006.4.3  | 2008.3.31 | 俊山真美  | 俊山真美   |

## 番組内容
- 7:30 朝いちばんの天気予報　　
最新の天気予報
一時期のジングルでは"FMY WEATHER STATION"という別の名称が用いられた。
- 7:35 道路交通情報　　　　　　
最新の道路情報
- 7:40 MUSIC SHOWER　　　　　
往年の洋楽のヒット曲から3曲セレクト（提供: ネッツトヨタ山口）
  - 7:45ごろ Today's Focus　　
国内・スポーツ・県内のその日の動きを紹介
- 7:55 ニュース　　　　　　　　
最新のニュース
一時期のジングルでは"FMY NEWS BOX"という別の名称が用いられた。
- 8:00 TOKYO FM SKY
  - 8:00 - 09 SUZUKI Inside Story
  - 8:09 - 10 Roots Presents マリーに聞いてゴー!
  - 8:10 - 20 Honda SWEET MISSION
- 8:20 お父さんお母さんのための今日のHIT DISC　
最新の音楽情報を紹介。水曜はオリコンランキング
- 8:25 天気予報　　　
最新の天気予報
- 8:30 番組のツボ
番組のコーナー紹介
- 8:40 チョコッと作文あいうえお　
週ごとのお題で“あいうえお作文”を作るコーナー。通称「チョコさく」
- 8:45 早わかり言葉塾（月 - 木）　
マスコミや巷の言葉を一緒に勉強していくコーナー（提供:読売新聞）
- 8:50 道路交通情報　　　　　　
最新の道路情報
- 8:55 日経ジャーナル　　　　　
日経の経済ニュースを放送する（提供: 宇部興産グループ）
NEWS BOXと同様のBGMを使用。ヘッドラインを読み上げた後、"JAPANESE ECONOMY JOURNAL"という別の名称が用いられた。
- 9:00 お仕事前のブレインチェック　
いろいろな問題を制限時間内のメールで送ってプレゼントをもらうコーナー
- 9:10 気になるトピック　　　　
家族で楽しめる施設や、その日行われる行事やイベント、新しくオープンするスポットなど、暮らしの幅を広げる情報を、県内はもちろん、北九州や広島にまで目を向けて紹介。
  - 鈴木アナ担当時 - 世界驚きおいおいトピック
- 9:13 MAMI'Sセレクト
俊山が新・旧問わず自分のセンスで選曲する
- 9:25 シティ･インフォメーション（月・金／山口市）
- 9:38 インフォメーション・パック　
「朝刊を読む時間がなかった」という多忙なビジネスマンや主婦のアナタのために、朝刊各紙の1面トップ見出しをコンパクトにチェック。芸能・エンターテインメント情報も紹介。
- 10:00 丸久・アルク・サンマート10時です!もぎたてインフォメーション
  - 鈴木アナ担当時 - 車掌・鈴木のなつかしトレイン
  - 新井アナ担当時 - 新井道子のコレがデビュー曲
- 10:10 FM Radio Shopping
- 10:15 エンディング

### コーナー終了
- 涙のリクエスト（ナミ・リク）
2001年スタート当初から2003年秋まで。リスナーの思い出の曲を届けるコーナー。これに近いコーナーがぱららじ内、18:25からの「マイ・スペシャル・セレクション」にあたる。
- エンタメモーニングファイル
- Kiss of Life
- ランチを狙え!
- 短歌でKISS KISS
- 街角コマーシャル
- 今日のツボ
- 山口ほっとニュース
- お菓子100選
- ドリンク100選
- Dream Living
- Morning Eye
- CINEMANIA
- 買いもん上手
- BEST MUSIC FOR YOU
- ENTERTAINMENT KISS
- トリノオリンピック期間中 どうだった?トリノ 結果のツボ Topic
- トリノオリンピック期間中 CHEER UP STATION!! from TORINO（ネット番組）
- Kiss style
女性向けの生活情報コーナー
- 芸能ヘッドライン
最新の芸能情報を放送
- 山口週末ナビ
- 名言バンク
名言や経済界の重鎮の言葉、あるいは有名アーティストの心に残る詞のフレーズを元気の源として届ける。
- カフェWALKER
- オアシス・チャンスタイム（木・金）
オアシスの新台パ チスロ、イベント情報
もともと「デリフラっ!?　Morning Kiss」内のみの放送で担当は鈴木晶久アナで普通にインフォメーションを読み上げるだけだったが、「Okky's Super Radio Show」に内包されてからBB金光に変わった。
木曜は「オアシス・チャンスタイム〜熱血ゼミナール〜」。金光が講師に扮し、オアシスからのイベント情報をつたえる。
金曜は「オアシス・チャンスタイム」。今度は寿司屋の大将に扮して、一つ一つのイベントを寿司ネタみたいに届ける。ただし、2004年8月からの型で、以前は奥さんの井戸端会議のようにすることもあった。なお、2006年12月の放送で終了。
- DJマミー・クリステルの“レトロ・フレグランス”　
D.J.マミー・クリステルが番組ジャック。フォークやニュー・ミュージック、歌謡曲など昭和の曲をピックアップ。「あの頃に」フラッシュバックできる音楽コーナー。
- ゲットラッキー・ファンタイム　
エンディングのお楽しみコーナー。番組オリジナルの占いの時間。
- オッキー&ルカの週末GOO!（Okky's Super Radio Show時代）
- CINEMA NOTE（Okky's Super Radio Show時代）
- 魔女っ子オッキーのズバットセンス（Okky's Super Radio Show時代）
- オッキーのワンセカンドファイト（Okky's Super Radio Show時代）